# Manœuvre de Frenzel
 (janvier 2013).
Si vous disposez d'ouvrages ou d'articles de référence ou si vous connaissez des sites web de qualité traitant du thème abordé ici, merci de compléter l'article en donnant les références utiles à sa vérifiabilité et en les liant à la section « Notes et références ».
Pour les articles homonymes, voir Frenzel.
La manœuvre de Frenzel est une manœuvre d'équilibrage, qui a pour but de rééquilibrer les pressions entre l'oreille externe et l'oreille moyenne. Elle est utilisée en plongée sous-marine et en apnée.
Elle consiste, en projetant la base de la langue vers l'arrière et le haut, à propulser de l'air en direction des trompes d'Eustache afin de les ouvrir et provoquer ainsi l'équilibrage.